# ヤマハスポーツプラザ
ヤマハスポーツプラザ（YAMAHA SPORTS PLAZA）とは、日本全国に展開するヤマハ発動機の正規販売店である。略称は「YSP（ワイエスピー）」。
2020年よりヤマハモーターサイクルスポーツプラザ（YAMAHA MOTORCYCLE SPORTS PLAZA）としてリニューアルした。

## 概要
YSPでは、ヤマハ発動機が製造販売するオートバイの日本国内向けの車両だけでなく、日本国外向け車種の逆輸入車も取り扱っている。
一部の店舗では、ATV（全地形対応車）、スノーモービル、電動アシスト自転車PAS、マリンジェットも取り扱っている。
ライディングスクールやツーリング、サーキット走行会、レース観戦といったイベントを多数行っており、「YSPチャレンジ3000kmツーリング」はその一つである。

## YSP限定モデル
ヤマハスポーツプラザでのみ販売される特別仕様車として「YSP限定モデル」がある。仕様諸元は基本的に同年式モデルと共通だが、燃料タンクやカウル類などのパーツに通常とは異なる特別色が設定されている。
年代別採用車種
- 1982年発売モデル
  - XJ400：カラーリングは、赤×白のツートーンに橙と紺のストライプ。
  - XJ400D：カラーリングは、白×黒のツートーンに銀と赤のストライプ。
  - XZ400D：フルフェアリング装備モデル。カラーリングは、白地に赤のツートーンと白地に青のツートーンの2種類。
  - RZ250：カラーリングは、赤地に白・青・紺のストライプで350ccモデルと共通。
  - RZ350：カラーリングは、赤地に白・青・紺のストライプで250ccモデルと共通。

- 1983年発売モデル
  - XT250T：カラーリングは、水色地に黄色のアクセント、シートは黒色。

- 1984年発売モデル
  - SRX250F：カラーリングは「レッドIII」（外装は赤白緑、フレームは赤色、シートは緑色）。

- 1985年発売モデル
  - FZ250 PHAZER：カラーリングは赤×黒のツートーン。リアディスク化とアンダーカウルを装着。

- 2004年発売モデル
  - XJR1300[3]：200台限定販売（YSPメンバーズクラブ20周年記念モデル）。カラーリングは「ブラックメタリックX」█。

- 2006年発売モデル
  - SR400：360台限定販売。カラーリングは、黒に統一（エンジンも黒塗装）、燃料タンクは黒地に明暗2色の銀のライン[4]。

- 2007年発売モデル
  - WR250R[5]：カラーリングは「ライトレディッシュイエローソリッド1（イエロー）」███。
  - WR250X[5]：カラーリングは「ライトレディッシュイエローソリッド1（イエロー）」███。

- 2009年発売モデル
  - FZ1 FAZER：200台限定販売。カラーリングは、白×赤のツートーン[6]。

- 2012年発売モデル
  - FZ1 FAZER[7]：カラーリングは「ディープレッドメタリックK（レッド×シルバー）」██。

- 2014年発売モデル
  - セロー250[8]：2014年発売。YSP30周年記念モデル。カラーリングは「パープリッシュホワイトソリッド1（ホワイト×ブルー）」███。
  - ボルト[9]：2014年発売。YSP30周年記念モデル。カラーリングは「ニューハイスパークルグリーン（グリーン）」█。
  - シグナスX SR[10]：2014年発売。YSP30周年記念モデル。カラーリングは「ビビッドレッドメタリック5（レッド）」███。